# 若林正丈
若林 正丈（わかばやし まさひろ、1949年11月27日 - ）は、日本の政治学者。早稲田大学名誉教授。専門は、台湾現代史、政治。社会学博士（東京大学、1985年）（学位論文「台湾抗日運動史研究」）。長野県長野市生まれ。戴国煇の門下生。

## 略歴
- 1968年 長野県長野高等学校卒業
- 1972年 東京大学教養学部卒業（教養学科国際関係論分科）
- 1974年 東京大学大学院社会学研究科国際関係論専門課程修士課程修了（国際学修士）
- 1977年 東京大学大学院社会学研究科国際関係論専門課程博士課程退学
- 1978年 東京大学教養学部助手
- 1985年 東京大学学位取得（社会学博士）、在香港日本領事館専門調査員（1986年3月まで）
- 1986年 東京大学教養学部助教授
- 1987年 東京大学大学院総合文化研究科助教授兼任
- 1996年 東京大学大学院総合文化研究科教授
- 2010年 早稲田大学政治経済学術院教授
- 2013年 早稲田大学台湾研究所所長代行[2]
- 2020年 早稲田大学政治経済学術院教授を定年退職[3]

## 受賞歴
- 1997年、『蔣経国と李登輝』でサントリー学芸賞受賞。
- 2008年、『台湾の政治』でアジア・太平洋賞受賞。
- 2009年、『台湾の政治-中華民国台湾化の戦後史』で樫山純三賞受賞。
- 2020年、瑞宝中綬章受章[4][5]

## 主な門下生・指導を受けた人物
- 倉田徹（立教大学教授）
- 洪郁如（一橋大学教授）
- 田上智宜（熊本学園大学准教授）
- 家永真幸（東京女子大学教授）
- 顔杏如（国立台湾大学准教授）
- 鶴園裕基（香川大学准教授）
- 平井新（東海大学特任講師）
- 劉彦甫（東洋経済新報社記者）

## 著書

### 単著
- 『台湾抗日運動史研究』（研文出版, 1983年、増補版2001年）
- 『海峡――台湾政治への視座』（研文出版, 1985年）
- 『転形期の台湾――「脱内戦化」の政治』（田畑書店, 1989年）
- 『台湾海峡の政治――民主化と「国体」の相剋』（田畑書店, 1991年）
- 『台湾――分裂国家と民主化』（東京大学出版会, 1992年）
- 『東洋民主主義――台湾政治の考現学』（田畑書店, 1994年）
- 『蔣経国と李登輝――「大陸国家」からの離陸？』（現代アジアの肖像：岩波書店, 1997年）、オンデマンド版2018年
- 『台湾の台湾語人・中国語人・日本語人――台湾人の夢と現実』（朝日新聞社, 1997年）
- 『台湾――変容し躊躇するアイデンティティ』（筑摩書房［ちくま新書］, 2001年）
  - 『台湾の歴史』（講談社学術文庫, 2023年12月）、増補改訂版
- 『台湾の政治――中華民国台湾化の戦後史』（東京大学出版会, 2008年、増補版2021年）
- 『台湾の半世紀――民主化と台湾化の現場』（筑摩選書, 2023年12月）

### 編著
- 『台湾――転換期の政治と経済』（田畑書店, 1987年）
- 『もっと知りたい台湾 第2版』（弘文堂, 1998年）
- 『矢内原忠雄「帝国主義下の台湾」精読』（岩波現代文庫, 2001年）
- 『ポスト民主化期の台湾政治』（研究双書：アジア経済研究所, 2010年）
- 『現代台湾政治を読み解く』（研文出版, 2014年）
- 『台湾研究入門』（東京大学出版会, 2020年）

### 共編著
- （劉進慶・松永正義）『台湾百科』（大修館書店, 1990年/第2版, 1993年）
- （大江志乃夫・浅田喬二・三谷太一郎・後藤乾一・小林英夫・高崎宗司・川村湊）

『岩波講座 近代日本と植民地（全8巻）』（岩波書店, 1993年）
- （谷垣真理子・田中恭子）『原典中国現代史（7）台湾・香港・華僑華人』（岩波書店, 1995年）[6]
- （家永真幸）『台湾研究入門』（東京大学出版会, 2020年）

### 訳書
- 金観涛・劉青峰『中国社会の超安定システム――「大一統」のメカニズム』（研文出版, 1987年）
- 陳明通『台湾現代政治と派閥主義』（東洋経済新報社, 1998年）

## 典拠・注釈
1. ↑  野嶋剛『タイワニーズ』（小学館）P.302
2. ↑  早稲田大学台湾研究所公式ウェブサイト（スタッフ）
3. ↑  https://www.waseda.jp/top/news/67598
4. ↑  『官報』号外第230号、令和2年11月4日
5. ↑  “令和2年秋の叙勲 瑞宝中綬章受章者” (PDF).   内閣府. p. 23 (2020年11月). 2023年2月20日閲覧。
6. ↑  岩波書店の案内